# Ô nhiễm môi trường

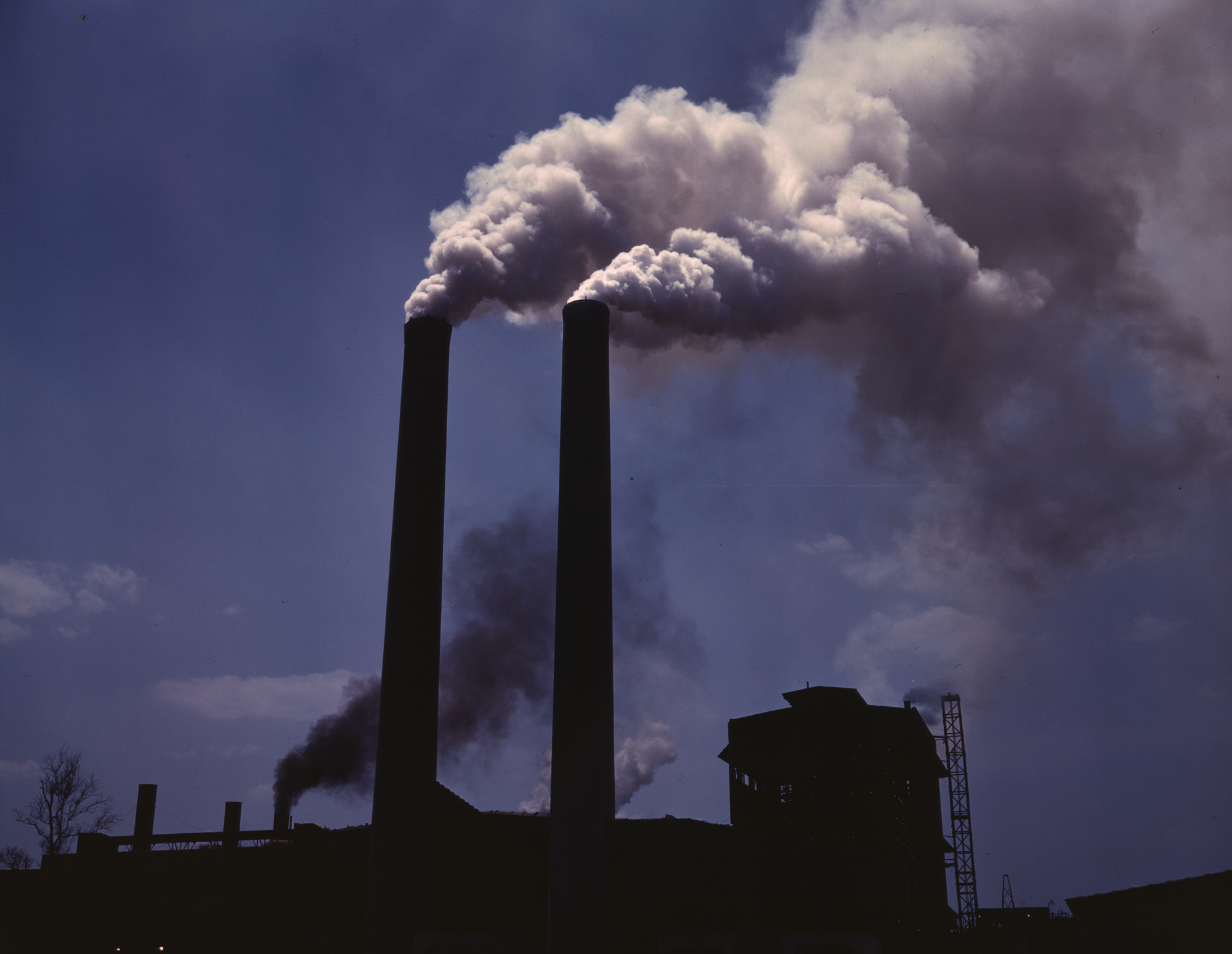
Ô nhiễm không khí từ các nhà máy trong thời kỳ chiến tranh thế giới lần 2

Ô nhiễm môi trường là hiện tượng môi trường tự nhiên bị ô nhiễm bởi việc con người đưa hóa chất gây ô nhiễm vào môi trường tự nhiên, đồng thời các tính chất vật lý, hóa học, sinh học của môi trường bị thay đổi gây tác hại tới sức khỏe con người và các sinh vật khác. Ô nhiễm môi trường có thể ở dạng bất kỳ chất nào (rắn, lỏng hoặc khí) hoặc năng lượng (chẳng hạn như phóng xạ, nhiệt, âm thanh hoặc ánh sáng). Mặc dù ô nhiễm môi trường có thể do các sự kiện tự nhiên gây ra, nhưng đa số ô nhiễm do con người tạo nên. Ô nhiễm thường được phân loại là ô nhiễm nguồn điểm hoặc nguồn không điểm. Năm 2015, ô nhiễm đã giết chết chín triệu người trên toàn thế giới (cứ sáu người bị nhiễm thì có một người chết). Ngoài ra,ô nhiễm còn do một số hoạt động của tự nhiên khác có tác động tới môi trường.
Lịch Sử
Ô nhiễm không khí luôn đồng hành cùng với các nền văn minh. Ô nhiễm bắt đầu từ thời tiền sử, khi con người tạo ra những đám cháy đầu tiên. Theo một bài báo năm 1983 trên tạp chí Science, bồ hóng được tìm thấy trên trần của các hang động thời tiền sử cung cấp bằng chứng phong phú về mức độ ô nhiễm cao có liên quan đến sự thông thoáng của các đám cháy lớn. Việc rèn kim loại dường như là một bước ngoặt quan trọng trong việc tạo ra mức độ ô nhiễm không khí đáng kể bên ngoài nhà. Các mẫu sông băng ở Greenland cho thấy sự gia tăng ô nhiễm liên quan đến sản xuất kim loại của Hy Lạp, La Mã và Trung Quốc.

## Ô nhiễm đô thị
Việc đốt than và gỗ, và thêm sự xuất hiện của nhiều khói, bụi tập trung trong một khu vực khiến cho các thành phố trở thành nguồn ô nhiễm lớn. Cuộc cách mạng công nghiệp đã tạo ra nhiều hóa chất và chất thải đổ vào nguồn nước đang được sử dụng để cung cấp nước. Vua Edward I của Anh đã thông báo cấm đốt than vào năm 1272, sau khi khói của than đã trở thành vấn đề.

## Các dạng ô nhiễm chính

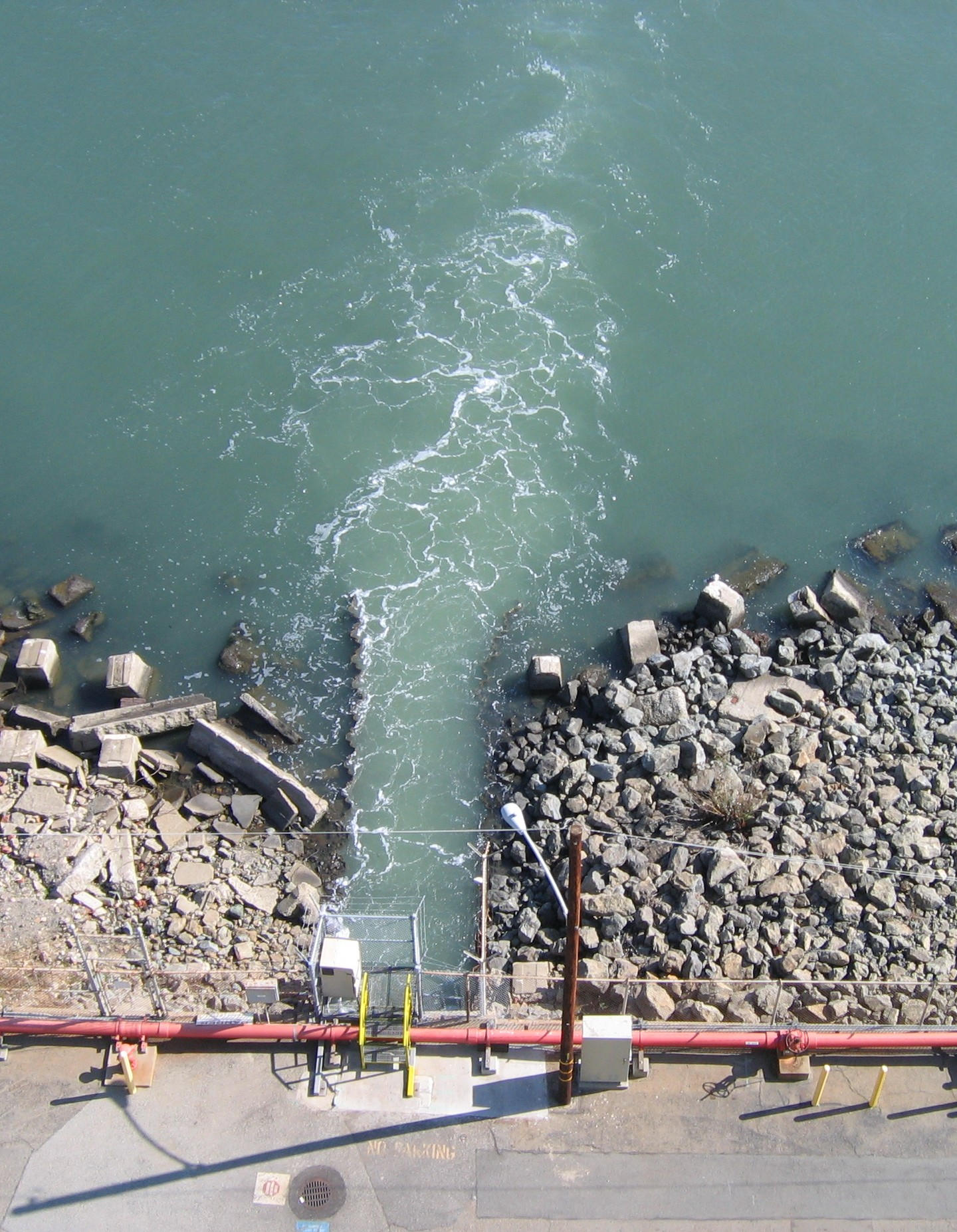
Nước thải từ các trạm xăng, gas đổ thẳng ra vịnh San Francisco

### Ô nhiễm môi trường đất
Bài chi tiết: Ô nhiễm đất
Ô nhiễm môi trường đất là hậu quả do các hoạt động của con người làm thay đổi các nhân tố sinh thái vượt qua những giới hạn sinh thái của các quần xã sống trong đất.
Môi trường đất là nơi trú ngụ của con người và hầu hết các sinh vật cạn, là nền móng cho các công trình xây dựng dân dụng, công nghiệp và văn hóa của con người. Đất là một nguồn tài nguyên quý giá, con người sử dụng tài nguyên đất vào hoạt động sản xuất nông nghiệp để đảm bảo nguồn cung cấp lương thực thực phẩm cho con người. Nhưng với nhịp độ gia tăng dân số và tốc độ phát triển công nghiệp và hoạt động đô thị hoá như hiện nay thì diện tích đất canh tác ngày càng bị thu hẹp, chất lượng đất ngày càng bị suy thoái, diện tích đất bình quân đầu người giảm. Riêng chỉ với ở Việt Nam, thực tế suy thoái tài nguyên đất là rất đáng lo ngại và nghiêm trọng.

### Ô nhiễm môi trường nước
Bài chi tiết: Ô nhiễm nước

Nước có thể bị phú dưỡng do ô nhiễm.

Ô nhiễm môi trường nước là sự biến đổi theo chiều tiêu cực của các tính chất vật lý – hóa học – sinh học của nước, với sự xuất hiện các chất lạ ở thể lỏng, rắn làm cho nguồn nước trở nên độc hại với con người và sinh vật. Làm giảm độ đa dạng các sinh vật trong nước. Xét về tốc độ lan truyền và quy mô ảnh hưởng thì ô nhiễm nước là vấn đề đáng lo ngại hơn ô nhiễm đất.
Nước bị ô nhiễm là do sự phú dưỡng xảy ra chủ yếu ở các khu vực nước ngọt và các vùng ven biển, vùng biển khép kín. Do lượng muối khoáng và hàm lượng các chất hữu cơ quá dư thừa làm cho các quần thể sinh vật trong nước không thể đồng hóa được. Kết quả làm cho hàm lượng ôxy trong nước giảm đột ngột, các khí độc tăng lên, tăng độ đục của nước, gây suy thoái thủy vực. Ở các đại dương là nguyên nhân chính gây ô nhiễm đó là các sự cố tràn dầu.
Ô nhiễm nước có nguyên nhân từ các loại hóa chất, chất thải từ các nhà máy, xí nghiệp thải ra sông, ra biển, đại dương mà chưa qua xử lý; các loại phân bón hoá học và thuốc trừ sâu dư thừa trên đồng ruộng ngấm vào nguồn nước ngầm và nước ao hồ; nước thải sinh hoạt được thải ra từ các khu dân cư ven sông gây ô nhiễm trầm trọng, ảnh hưởng đến sức khỏe của người dân, sinh vật trong khu vực. Các loại chất độc hại đó lại bị đưa ra biển và là nguyên nhân xảy ra hiện tượng "thủy triều đỏ", gây ô nhiễm nặng nề và làm chết các sinh vật sống ở môi trường nước. Trong những năm gần đây, có hiện tượng gọi là sa mạc hóa biển do ô nhiễm mà ra. Chúng ta cần khắc phục điều này thật nhanh chóng để bảo vệ hệ sinh thái biển.

### Ô nhiễm môi trường không khí
Bài chi tiết: Ô nhiễm không khí
Ô nhiễm môi trường không khí là sự có mặt một chất lạ hoặc một sự biến đổi quan trọng trong thành phần không khí, làm cho không khí không sạch hoặc gây mùi khó chịu, giảm thị lực khi nhìn xa do bụi.
Hiện nay, ô nhiễm khí quyển là vấn đề thời sự nóng bỏng của cả thế giới chứ không phải riêng của một quốc gia nào. Môi trường khí quyển đang có nhiều biến đổi rõ rệt và có ảnh hưởng xấu đến con người và các động thực vật. Ô nhiễm khí đến từ con người lẫn tự nhiên. Hàng năm con người khai thác và sử dụng hàng tỉ tấn than đá, dầu mỏ, khí đốt. Đồng thời cũng thải vào môi trường một khối lượng lớn các chất thải khác nhau như: chất thải sinh hoạt, chất thải từ các nhà máy và xí nghiệp làm cho hàm lượng các loại khí độc hại tăng lên nhanh chóng.
Ô nhiễm từ xe gắn máy cũng là một loại ô nhiễm khí đáng lo ngại.
Ô nhiễm môi trường khí quyển tạo nên sự ngột ngạt và "sương mù", gây nhiều bệnh cho con người. Nó còn tạo ra các cơn mưa acid làm huỷ diệt các khu rừng và các cánh đồng. Điều đáng lo ngại nhất là con người thải vào không khí các loại khí độc như: CO2 đã gây hiệu ứng nhà kính. Theo nghiên cứu thì chất khí quan trọng gây hiệu ứng nhà kính là cacbonic (CO2), nó đóng góp 50% vào việc gây hiệu ứng nhà kính, mêtan (CH4) là 13%, nitơ 5%, CFC là 22%, hơi nước ở tầng bình lưu là 3%,...
Nếu không ngăn chặn được hiện tượng hiệu ứng nhà kính thì trong vòng 30 năm tới mặt nước biển sẽ dâng lên từ 1,5 – 3,5 mét (Stepplan Keckes). Có nhiều khả năng lượng CO2 sẽ tăng gấp đôi vào nửa đầu thế kỷ sau. Điều này sẽ thúc đẩy quá trình nóng lên của Trái Đất diễn ra nhanh chóng. Nhiệt độ trung bình của Trái Đất sẽ tăng khoảng 3,60 °C (G.I.Plass), và mỗi thập kỷ sẽ tăng 0,30 °C. Theo các tài liệu khí hậu quốc tế, trong vòng hơn 130 năm qua nhiệt độ Trái Đất tăng 0,40 °C. Tại hội nghị khí hậu tại châu Âu được tổ chức gần đây, các nhà khí hậu học trên thế giới đã đưa ra dự báo rằng đến năm 2050 nhiệt độ của Trái Đất sẽ tăng thêm 1,5 – 4,50 °C nếu như con người không có biện pháp hữu hiệu để khắc phục hiện tượng hiệu ứng nhà kính.
Một hậu quả nữa của ô nhiễm khí quyển là hiện tượng lỗ thủng tầng ôzôn. CFC là "kẻ phá hoại" chính của tầng ôzôn. Sau khi chịu tác động của khí CFC và một số loại chất độc hại khác thì tầng ôzôn sẽ bị mỏng dần rồi thủng.
Hà Nội đứng đầu thế giới về ô nhiễm không khí trong nhiều năm kể từ đầu thế kỉ 21.

### Các loại ô nhiễm khác
- Ô nhiễm phóng xạ là do các hoạt động của con người như khai thác, xử lý vật liệu phóng xạ, xử lý và lưu trữ chất thải phóng xạ,... gây ra. Làm gia tăng mức độ bức xạ tự nhiên, ảnh hưởng đến sức khỏe của cơ thể (gây nhức đầu, chóng mặt, buồn nôn thậm chí là ung thư da, ung thư xương,...).
- Ô nhiễm tiếng ồn bao gồm tiếng ồn do xe cộ, máy bay, tiếng ồn công nghiệp.
- Ô nhiễm điện từ trường (hay ô nhiễm bức xạ điện từ) là do các loại sóng hay bức xạ từ trường như sóng điện thoại, truyền hình,... tồn tại với mật độ lớn. Các loại bức xạ này gây ảnh hưởng đến quá trình trao đổi chất, gây tác động đến việc phát triển các khối u, ung thư trong não.
- Ô nhiễm ánh sáng là do hiện nay con người đã sử dụng các thiết bị chiếu sáng một cách lãng phí ảnh hưởng lớn tới môi trường như ảnh hưởng tới quá trình phát triển của động thực vật.

## Sức ảnh hưởng

### Đối với sức khỏe con người

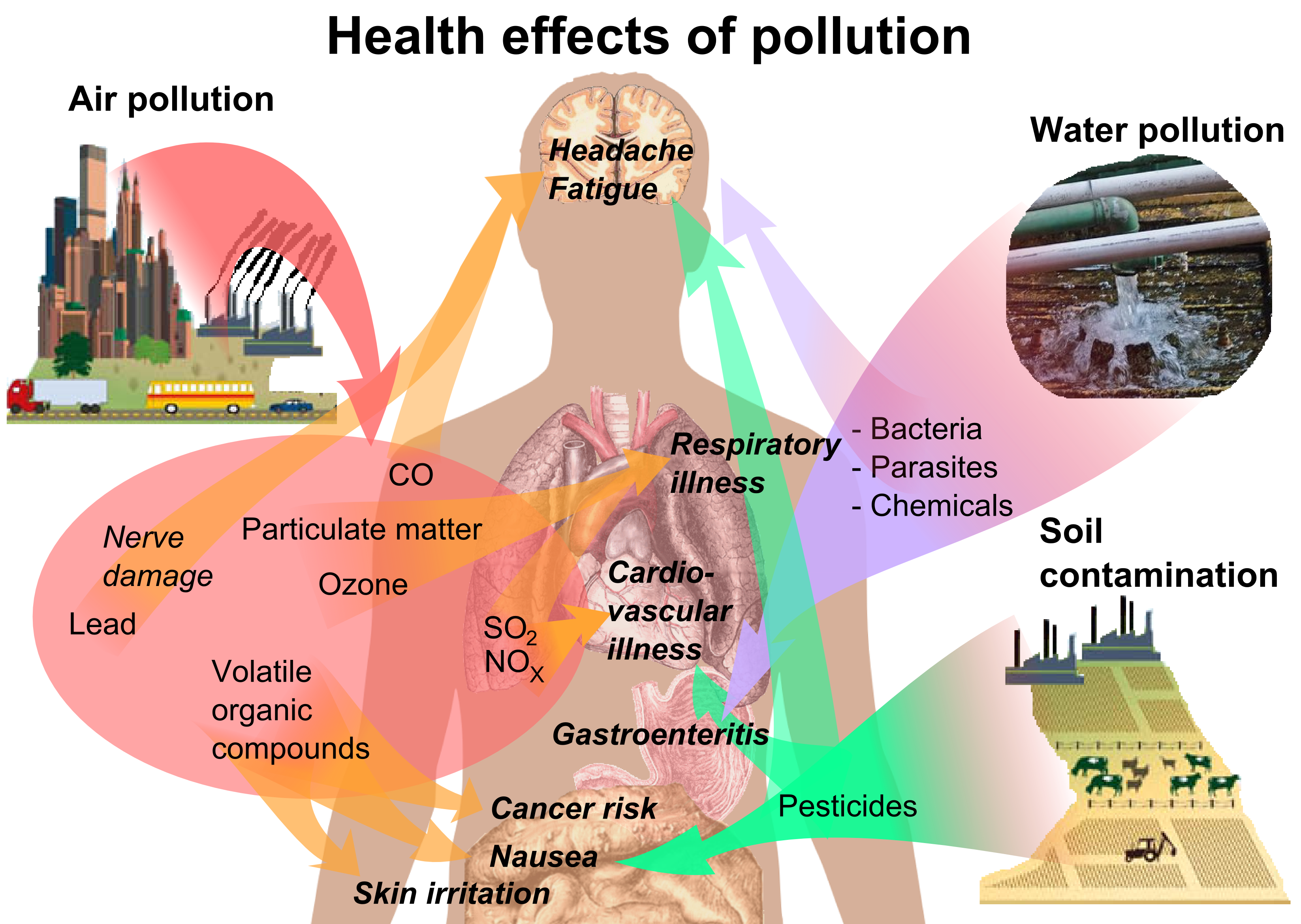
Tổng quan các ảnh hưởng sức khỏe con người từ các loại ô nhiễm.

Ô nhiễm không khí có thể giết chết nhiều cơ thể sống trong đó có con người. Ô nhiễm ôzôn có thể gây bệnh đường hô hấp, bệnh tim mạch, viêm họng, đau ngực, tắc thở. Ô nhiễm nước gây ra xấp xỉ 14.000 cái chết mỗi ngày, chủ yếu do ăn uống bằng nước bẩn chưa được xử lý ở các nước đang phát triển. Ước tính có khoảng 500 triệu người Ấn Độ không có nhà vệ sinh đúng cách, và khoảng 580 người Ấn Độ chết mỗi ngày vì ô nhiễm nước. Gần 500 triệu người Trung Quốc thiếu nguồn nước uống an toàn. Một phân tích năm 2010 ước tính rằng 1,2 triệu người chết sớm/yểu một năm ở Trung Quốc do ô nhiễm không khí. Năm 2007, ước tính ở Ấn Độ, ô nhiễm không khí được tính  là gây nên 527.700 ca tử vong. Các nghiên cứu ước tính số người chết hàng năm ở Hoa Kỳ có thể hơn 50.000. Các chất hóa học và kim loại nặng nhiễm trong thức ăn nước uống có thể gây ung thư không thể chữa mẹ trị.

### Đối với hệ sinh thái
- Lưu huỳnh dioxide và các oxide của nitơ có thể gây mưa acid làm giảm độ pH của đất.
- Đất bị ô nhiễm có thể trở nên cằn cỗi, không thích hợp cho cây trồng. Điều này sẽ ảnh hưởng đến các cơ thể sống khác trong lưới thức ăn.
- Khói lẫn sương làm giảm ánh sáng mặt trời mà thực vật nhận được để thực hiện quá trình quang hợp.
- Các loài động vật có thể xâm lấn, cạnh tranh chiếm môi trường sống và làm nguy hại cho các loài địa phương, từ đó làm giảm đa dạng sinh học.

Khí CO2 sinh ra từ các nhà máy và các phương tiện qua lại còn làm tăng hiệu ứng nhà kính, làm Trái Đất ngày một nóng dần lên, các khu sinh thái sẵn có dần bị phá hủy.

## Kiểm soát ô nhiễm

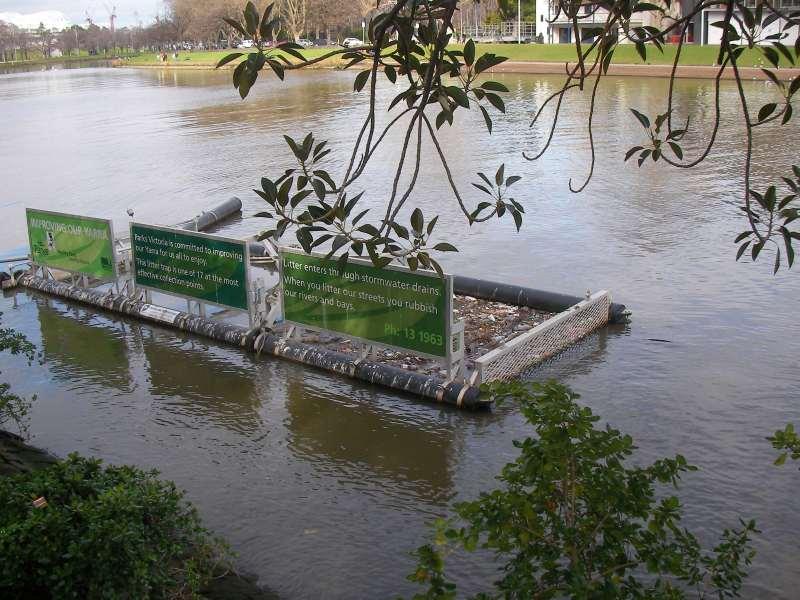
Bộ lọc đặt nổi trên sông Yarra, trung đông Victoria, Úc

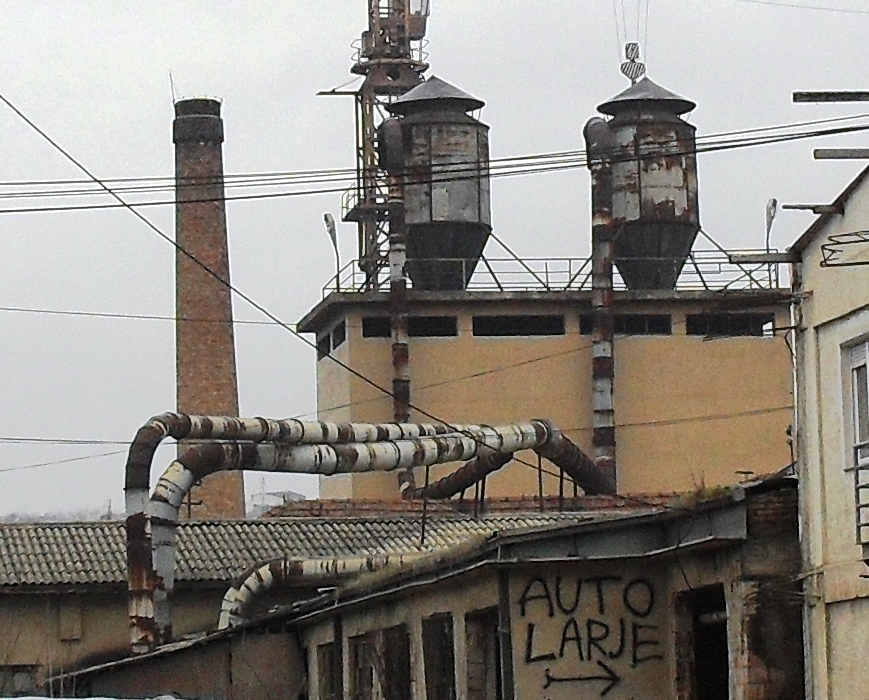
Bộ thu bụi ở Pristina, Kosovo

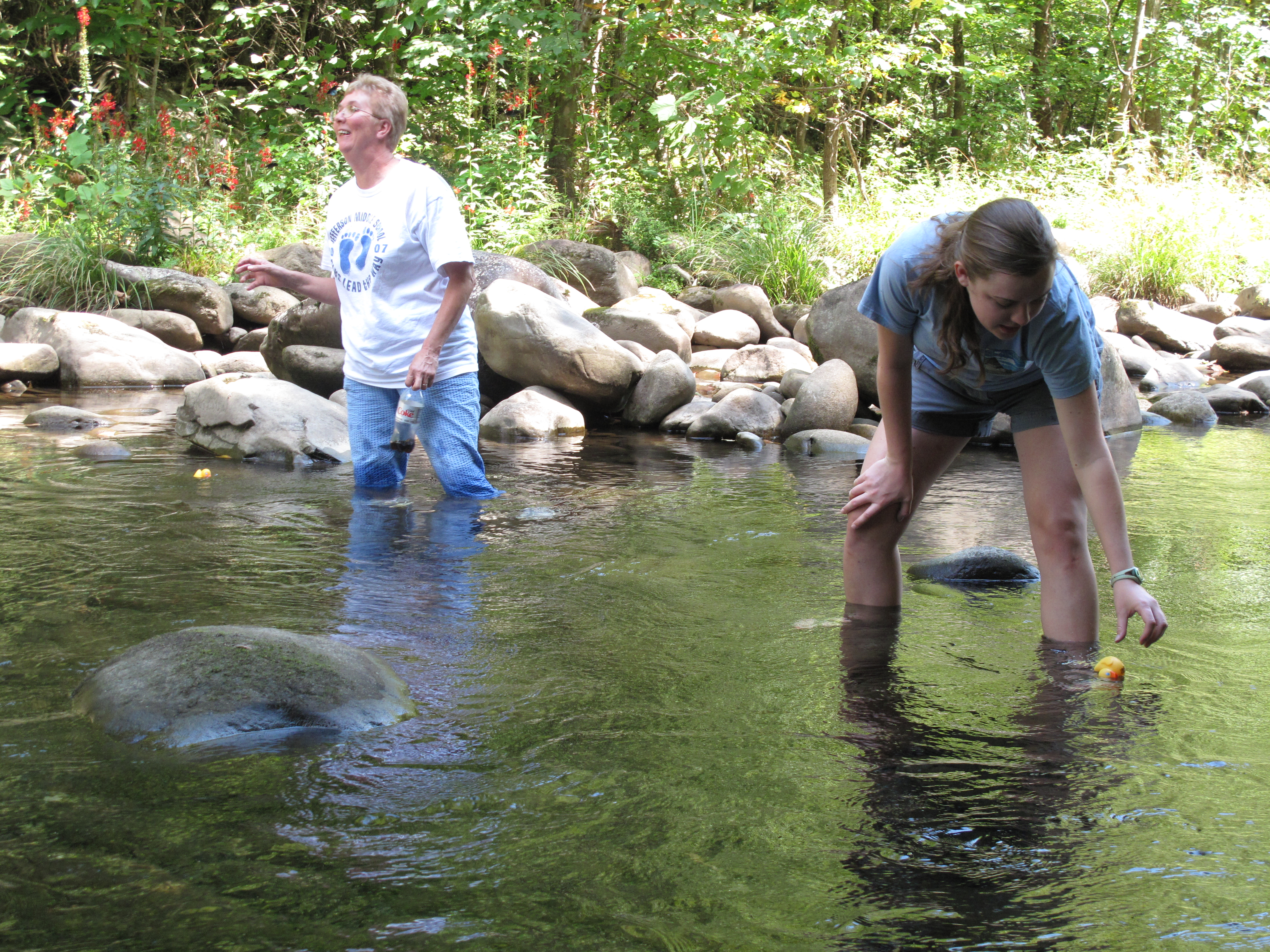
Dọn vệ sinh ở một dòng suối

Kiểm soát ô nhiễm là một từ dùng trong quản lý môi trường. Nó bao gồm việc kiểm soát khí thải và chất thải vào không khí, nước và đất. Nếu không có việc kiểm soát ô nhiễm, các chất thải từ các hoạt động tiêu thụ, sản xuất, vận tải, đốt nhiên liệu tạo nhiệt, và các hoạt động khác của con người sẽ làm tích tụ hoặc phát tán chất ô nhiễm sẽ làm giảm chất lượng môi trường sống. Trong các cấp kiểm soát, phòng chống ô nhiễm và giảm thiểu chất thải được xem là các biện pháp hiệu quả.

### Thực hiện
- Tái chế rác thải
- Tái sử dụng giấy
- Giảm thiểu chất thải
- Giảm thiểu tác động môi trường
- Phòng chống ô nhiễm
- Làm phân hữu cơ sinh học từ rác thải hữu cơ
- Sử dụng điện có hiệu quả (đối với một số quốc gia)
- Hạn chế sử dụng túi nilon
- Tham gia các hoạt động bảo vệ môi trường như: đi bộ, chạy bộ, đi xe đạp,..
- Sử dụng các nguồn năng lượng sạch.

### Các công cụ kiểm soát ô nhiễm
- Thu hồi bụi.
  - Tách lốc xoáy
  - Tách tĩnh điện
- Máy lọc khí than
- Xử lý nước thải
- Xử lý nước thải công nghiệp
  - Tách dầu nước theo API
  - Lọc sinh học (Biofilter)
  - Tuyển nổi khí hòa tan (DAF)
  - Xử lý bằng bột than hoạt tính
  - Siêu lọc
- Hệ thống phục hồi hơi nước
- Phytoremediation
- Sử dụng xăng sinh học như xăng E5

## Những nơi ô nhiễm nhất trong các nước đang phát triển
Viện Blacksmith là một tổ chức phi lợi nhuận quốc tế đã đánh giá về ô nhiễm đe dọa con người trong các nước đang phát triển, số thường niên đã liệt kê những nơi ô nhiễm nhất trên thế giới của chúng ta. Số ra năm 2007 liệt kê 10 nước đứng đầu, đã công nghiệp hóa, gồm Azerbaijan, Trung Quốc, Ấn Độ, Peru, Nga, Ukraina và Zambia.

## Ô nhiễm môi trường ở Việt Nam
Với nền công nghiệp phát triển mạnh, đặc biệt là ngành công nghiệp nặng như sản xuất gang, thép, nhiệt điện, khai thác than, boxide, titan thì môi trường Việt Nam đang gặp vấn đề lớn với nhiều sự cố môi trường đã xảy ra như Formosa vào năm 2016, nhiệt điện Vĩnh Tân và hàng loạt sự cố môi trường khác. Hà Nội và Thành phố Hồ Chí Minh hiện là 2 địa điểm có chỉ số ô nhiễm không khí đứng hàng đầu thế giới, đó là báo động đỏ cho sức khỏe người dân cũng như là sức khỏe của đất nước Việt Nam. Ghi nhận lúc 8:20 sáng 01/10/2019 Hà Nội đạt mức kỷ lục 320 US AQI theo ứng dụng đo ô nhiễm AirVisual.